# 徐义 (明朝)
徐义（？—？），直隸華亭小蒸（今青浦區）人，明代内阁首辅徐阶伯祖。

## 生平
徐階曾祖徐贤次子，年少时因家不够大，與四弟徐智不得不搬到外面居住。而自他的父亲和祖父相继去世后，徐义便随着母亲沈氏搬去了泗泾，后来徐义娶了诸氏为妻并生下徐朴、徐旻。